# Thalna
 (septembre 2020).
Si vous disposez d'ouvrages ou d'articles de référence ou si vous connaissez des sites web de qualité traitant du thème abordé ici, merci de compléter l'article en donnant les références utiles à sa vérifiabilité et en les liant à la section « Notes et références ».
Thalna est le nom d'une divinité étrusque, la déesse de l'accouchement.

## Étymologie
Son nom serait issu de la racine grecque Thal (fleurs)[réf. nécessaire].

## Famille
Thalna est l'épouse de Tins, le plus puissant dieu du panthéon étrusque[réf. nécessaire].

## Description
Elle est représentée sous l'apparence d'une jeune femme[réf. nécessaire].
Thalna apparaît sur de nombreux miroirs étrusques parmi les gravures représentant des scènes mythologiques[réf. nécessaire].

## Fonctions
Dans le domaine de l'enfance, Thalna est désignée comme tutrice et déesse tutélaire de l'accouchement[réf. nécessaire].

## Développements ultérieurs
Thalna est le cognomen du consul romain Marcus Juventius Thalna.